# Polly Swann
Polly Ann Swann (Lancaster, 5 de junio de 1988) es una deportista británica que compite en remo.
Participó en dos Juegos Olímpicos de Verano, obteniendo una medalla de plata en Río de Janeiro 2016, en la prueba de ocho con timonel, y el cuarto lugar en Tokio 2020, en dos sin timonel.
Ganó una medalla de oro en el Campeonato Mundial de Remo de 2013 y tres medallas de oro en el Campeonato Europeo de Remo entre los años 2014 y 2021.

## Palmarés internacional
| Juegos Olímpicos   | Juegos Olímpicos        | Juegos Olímpicos | Juegos Olímpicos |
| Año                | Lugar                   | Medalla          | Prueba           |
| ------------------ | ----------------------- | ---------------- | ---------------- |
| 2016               | Río de Janeiro (Brasil) | Medalla de plata | Ocho con timonel |
| Campeonato Mundial |                         |                  |                  |
| Año                | Lugar                   | Medalla          | Prueba           |
| 2013               | Chungju (Corea del Sur) | Medalla de oro   | Dos sin timonel  |
| Campeonato Europeo |                         |                  |                  |
| Año                | Lugar                   | Medalla          | Prueba           |
| 2014               | Belgrado (Serbia)       | Medalla de oro   | Dos sin timonel  |
| 2016               | Brandeburgo (Alemania)  | Medalla de oro   | Ocho con timonel |
| 2021               | Varese (Italia)         | Medalla de oro   | Dos sin timonel  |